# The Plant Cell
The Plant Cell è una rivista accademica che si occupa di biologia vegetale, in particolare di biochimica vegetale, biologia molecolare e cellulare, genetica, evoluzione, biologia dello sviluppo delle piante. Nel 2014 il fattore di impatto della rivista era di 9,338.